# Al-Musrati
Almoatasembellah Ali Mohamed Al-Musrati, född 6 april 1996 i Misratah, är en libysk fotbollsspelare som spelar för Beşiktaş, på lån från Braga. Han spelar även för Libyens landslag.

## Landslagskarriär
Al-Musrati debuterade för Libyens landslag den 13 januari 2014 i en 2–0-vinst över Etiopien.